# Robert Poplawski
Robert Poplawski, né le 12 juillet 1886 à Bordeaux et mort le 8 août 1953, est un juriste français, avocat et professeur à la faculté de droit de Bordeaux, dont il a été le doyen de 1949 à 1953.
Sa spécialité initiale est le droit pénal (agrégation de droit privé passée après la première guerre mondiale en 1919, spécialisé en droit criminel), mais il fait également des recherches et des publications dans le domaine du droit pharmaceutique, notamment le premier traité de droit pharmaceutique jamais édité en France, rédigé avec ses collègues bordelais Frank Coustou et Jean-Marie Auby.
Robert Poplawski est désigné en 1946 pour diriger, avec son prédécesseur au décanat le doyen Henri Vizioz, l'Institut de droit à Pau dont les enseignements sont assurés par des professeurs de la faculté de droit de Bordeaux. Cet institut, qui porte son nom jusqu'en 1970 (Institut d'études juridiques et économiques Robert-Poplawski), donne naissance par la suite à la faculté de droit de Pau, à l'origine de l'université de Pau.
Il prend également une part active à la création de l'Institut d'études politiques de Bordeaux, siégeant à son conseil de perfectionnement.
Il fut également premier adjoint du maire de Bordeaux Adrien Marquet. Représentant le maire lors de la présentation à la presse de l'exposition "le Juif et la France" le 27 mars 1942, il affirma : "dans l'enseignement les Juifs ont la place prépondérante... il y a là un problème social et national que je ne ménagerai pas".